# Ма Цзяньфэй
Ма Цзяньфэ́й (кит. упр. 马剑飞, пиньинь Mǎ Jiànfēi, р.24 июля 1984) — китайский фехтовальщик на рапирах, чемпион мира и Азиатских игр.

## Биография
Родился в 1984 году в Гуанчжоу провинции Гуандун. В 2011 году стал обладателем золотой медали чемпионата мира в составе команды. В 2012 году принял участие в Олимпийских играх в Лондоне, где стал 7-м как в личном, так и в командном зачётах. В 2014 году стал чемпионом Азиатских игр в личном первенстве и обладателем серебряной медали в командном первенстве, а на чемпионате мира завоевал серебряные медали и в личном, и в командном зачётах. В 2015 году завоевал бронзовую медаль на чемпионате мира в командных соревнованиях.